# (20583) Richthammer
(20583) Richthammer (1999 RK158) – planetoida z pasa głównego asteroid okrążająca Słońce w ciągu 4,87 lat w średniej odległości 2,87 j.a. Odkryta 9 września 1999 roku.